# Meeteetse (Wyoming)
Meeteetse város az USA Wyoming államában,  Park megyében. Lakosainak száma 309 fő (2020. április 1.).

## Népesség
A település népességének változása:

| 2010 | 327 |
| 2020 | 309 |